# Harry Leahey
Harry Leahey (* 1. September 1935 in Plattsburgh, New York; † 12. August 1990) war ein US-amerikanischer Jazz-Gitarrist und Komponist.
Harry Leahey begann 1948 mit dem Gitarrenspiel und hatte Unterricht bei Johnny Smith und Dennis Sandole. Später studierte er Musiktheorie und Harmonielehre an der Manhattan School of Music in New York City. Anschließend arbeitete er in zahlreichen Jazz-Formationen, u. a. mit Don Sebesky (1973), Michel Legrand, Mark Murphy, Ira Sullivan, Eric Kloss, Gerry Mulligan, Al Cohn sowie ab 1978 bis zu seinem Tod mit seinem eigenen Trio, mit dem er vor allem in New Jersey, Pennsylvania und im Staate New York auftrat. Lange Zeit gehörte er der Band von Phil Woods an; so wirkte er bei dessen Alben Silver Threads (1976) und Live from the Showboat (1977) mit, das seine Komposition „Rain Danse“ und sein Arrangement von Django Reinhardts „Manoir de mes rêves“ enthielt.
Neben einem Album mit seinem Trio nahm er ein weiteres mit dem Bassisten Steve Gilmore auf; im März 1989 entstand in Rudy Van Gelders Studio eine letzte Produktion, das Soloalbum  Unaccompanied Guitar.
Neben seiner Tätigkeit als Musiker war er seit Beginn seiner Karriere als Musikpädagoge aktiv; zunächst als Privatlehrer an seinem Wohnort Plainfield (New Jersey) und von 1974 bis 1988 als Lehrbeauftragter an der William Paterson University; zu seinen Schülern gehörten u. a. Vic Juris, Bob DeVos, Jon Herington, Warren Vaché, Jack Six, Walt Bibinger, Larry Barbee und Chuck Loeb.

## Diskographische Hinweise
- Still Waters (OmniSound, 1980)
- Silver Threads (OmniSond, 1982) mit Steve Gilmore